# Головин, Василий Степанович
Васи́лий Степа́нович Голови́н (1904—1945) — капитан Рабоче-крестьянской Красной Армии, участник Великой Отечественной войны, Герой Советского Союза (1945).

## Биография
Василий Головин родился 27 февраля 1904 года в селе Ермолино (ныне — Лысковский район Нижегородской области) в крестьянской семье. Русский. Окончил пять классов сельской школы, работал в колхозе. В 1926—1927 годах проходил службу в Рабоче-крестьянской Красной Армии, окончил там полковую школу младших командиров. После демобилизации проживал в Нижнем Новгороде, работал клепальщиком на заводе «Красное Сормово». В 1933 году окончил вечернюю совпартшколу, в 1939 году — курсы усовершенствования комсостава запаса. К началу войны Головин уже работал помощником начальника цеха питания завода «Красное Сормово». В июле 1941 года он повторно был призван в армию. С августа 1941 года он обучался на курсах политработников при Горьковском училище зенитной артиллерии, а с декабря того же года был курсантом военно-политического училища. С марта 1944 года — на фронтах Великой Отечественной войны. Участвовал в Одесской наступательной операции, освобождении Тирасполя, Ясско-Кишинёвской операции, освобождении Румынии. С сентября 1944 года капитан Василий Головин был заместителем командира 2-го батальона по политчасти 1052-го стрелкового полка 301-й стрелковой дивизии 5-й ударной армии, в этом должности воевал на 3-м Украинском и 1-м Белорусском фронтах. Отличился во время боёв на Магнушевском плацдарме.
14 января 1945 года, в первые часы наступления, батальон Головина захватил две линии траншей и село Выборув к западу от Магнушева. В тех боях Головин увлекал за собой бойцов в атаку и уничтожил 12 солдат противника. За день батальон продвинулся вперёд на 12 километров, овладев населённым пунктом Леханице, захватив крупные склады боеприпасов и вооружения. Закрепившись на высотах к северу от Леханице, батальон весь день 15 января отбивал немецкие контратаки. За два дня боёв батальон уничтожил 185 и захватил в плен ещё 79 солдат и офицеров противника, а также подавил 30 огневых точек. 19 февраля 1945 года Головин получил тяжёлое ранение, от которого 28 февраля скончался в госпитале полевого эвакопункта № 161.
Указом Президиума Верховного Совета СССР от 24 марта 1945 года за «образцовое выполнение заданий командования и проявленные мужество и героизм при прорыве обороны на реке Пилице и боях на плацдарме» капитан Василий Головин посмертно был удостоен высокого звания Героя Советского Союза. Также был награждён орденами Ленина и Красной Звезды, медалью.